# Bullimus
Bullimus — рід мишоподібних гризунів родини мишеві (Muridae). Систематично тісно пов'язані з пацюками, Rattus.

## Опис
Довжина тіла від 24 до 30 сантиметрів, хвіст від 20 до 24 сантиметрів. Хутро світло-сіре або біле на спині, черево коричневе. Тіло кремезне, морда витягнута, хвіст відносно короткий.

## Поширення
Перебувають на Філіппінах, середовища їхнього проживання викладені густим підліском лісів і чагарників. Вони є нижніми мешканцями, що створюють у заростях нори. В іншому, мало що відомо про їхній спосіб життя.